# Maximilian Kieffer

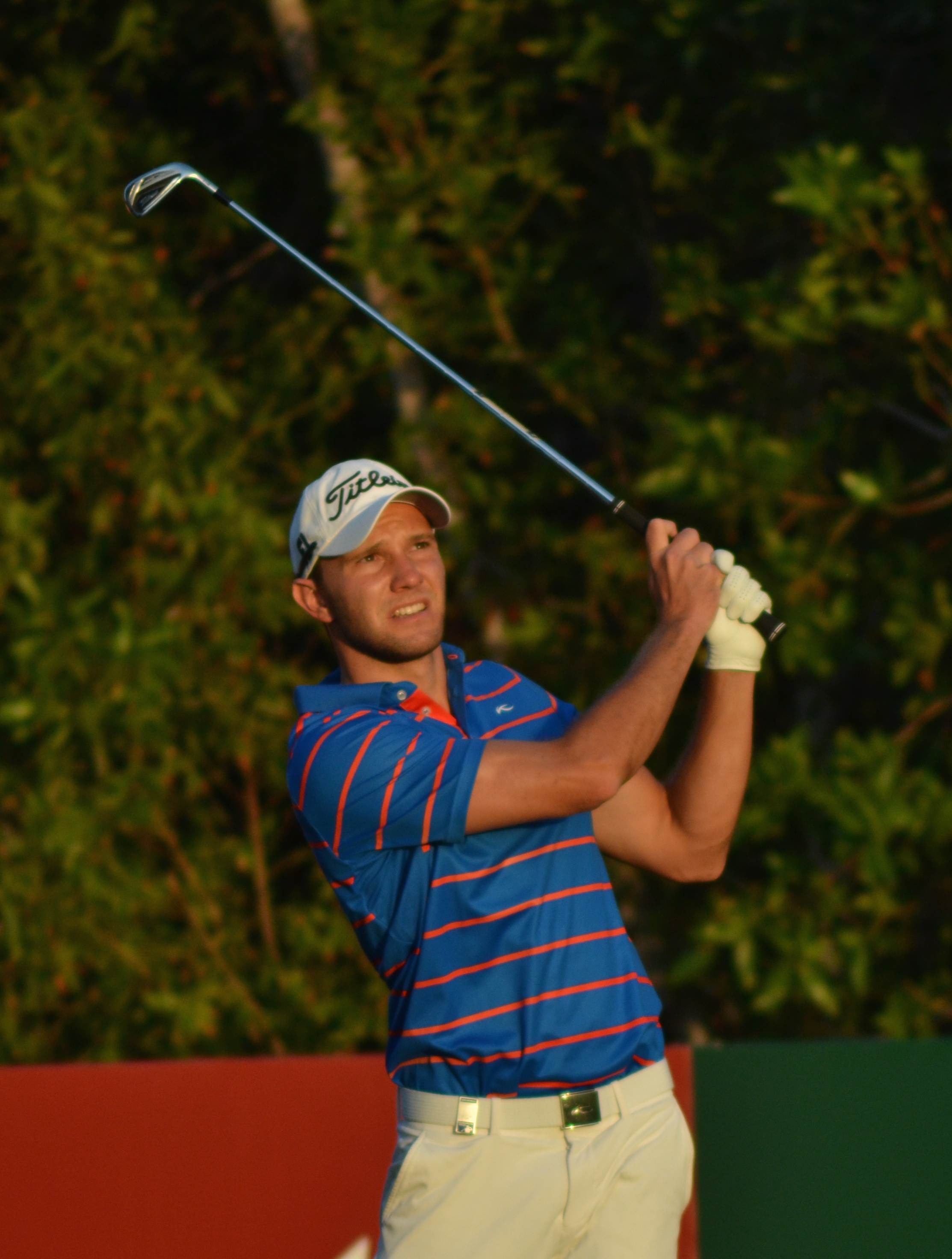
Maximilian Kieffer (2016)

Maximilian Kieffer (* 25. Juni 1990 in Bergisch Gladbach) ist ein deutscher Berufsgolfer. 2022 gewann er sein erstes Turnier, die D+D REAL Czech Masters in Prag.

## Leben und Karriere
Kieffer erlernte das Golfspielen im Golf Club Hubbelrath in Düsseldorf. Er repräsentierte die deutsche Nationalmannschaft von 2005 bis 2010 und Team Europa im Junior Ryder Cup im Jahr 2006. Ende 2010 wurde Kieffer zum professionellen Golfer und spielte bis 2012 auf der Challenge Tour, gewann dort im Januar 2012 die Gujarat Kensville Challenge. Ende 2012 schaffte er den Aufstieg auf die European Tour (heute: „DP World Tour“) und spielt seit 2013 kontinuierlich auf der höchsten Golfliga Europas.
Kieffer erreichte 2013 den zweiten Platz bei den Open de España, erreichte gemeinsam mit Marcel Siem beim World Cup of Golf den 7. Platz und wurde von den Mitgliedern der PGA of Germany zum Player of the Year gewählt. Im Jahr 2015 schaffte er beeindruckende 23 Cuts in Folge und erspielte sich zudem unter die besten 60 Spieler Europas.
Im Jahr 2021 kämpfte Kieffer bei den Austrian Golf Open um den Sieg und musste sich in den Play-offs gegen John Catlin am 5. Extraloch geschlagen geben. Nur eine Woche später spielte er bei den Gran Canaria Lopesan Open erneut um den Sieg mit und 22 Schlägen unter Par einen starken 2. Platz.